# Наїлсон Фернандо Медейрос
Наїлсон Фернандо Медейрос (порт. Nailson Fernando Medeiros, 24 лютого 1994, Арапонгас) — бразильський футболіст, захисник кропивницької «Зірки».

## Біографія
Розпочав займатись футболом в академіях клубів «Греміу», «Жувентус-СП» та «Діадема». Також виступав на правах оренди в «Сантосі», у складі якого дебютував у дорослому футболі, а також зіграв один матч у бразильській Серії А проти «Крузейро» (0:3). Проте у бразильському гранді закріпитись не зумів.
2 травня 2015 підписав контракт терміном на один рік з клубом «Можи-Мірін». Проте того ж року відправився за кордон, ставши гравцем клубу «Уніау Лейрія» з третього португальського дивізіону, де протягом сезону 2015/16 зіграв у 14 матчах і забив один гол.
Влітку 2016 року на правах оренди перейшов у клуб другого португальського дивізіону «Фамалікан», де за півроку зіграв у 7 матчах чемпіонату, після чого на початку березня перейшов на правах оренди в кропивницьку «Зірку». Першу гру в чемпіонаті України провів 5 березня 2017 року, проти кам'янської «Сталі». Всього за «Зірку» провів 3 гри і по закінченні строку оренди покинув команду.